# Стратегий (префект претория)
Стратегий (лат. Strategius) — восточноримский политический деятель первой половины V века.
О происхождении Стратегия ничего неизвестно. В 410 году он занимал должность комита частного имущества на Востоке. В 423 году Стратегий находился на посту префекта претория Иллирии. К нему адресовано несколько законов из Кодекса Феодосия.